# Ла Сијерита де Санта Барбара (Топија)
Ла Сијерита де Санта Барбара (шп. La Sierrita de Santa Bárbara) насеље је у Мексику у савезној држави Дуранго у општини Топија. Насеље се налази на надморској висини од 830 м.

## Становништво
Према подацима из 2005. године у насељу је живело 19 становника.

### Хронологија
| Година       | 2000 | 2005 |
| ------------ | ---- | ---- |
| Становништво | 20   | 19   |

### Попис
| # | Индикатор                        | Вредност |
| - | -------------------------------- | -------- |
| 1 | Укупно појединачних домаћинстава | 2        |